# Rio Buzunosu
O Rio Buzunosu é um rio da Romênia afluente do Rio Jijia, localizado no distrito de Botoşani.